# Alan Archibald Campbell Swinton

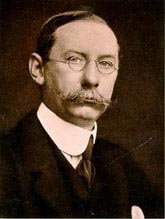
Alan Archibald Campbell Swinton (1863–1930)

Alan Archibald Campbell Swinton (* 18. Oktober 1863 in Edinburgh, Schottland; † 19. Februar 1930 in London) war ein britischer Elektroingenieur.
Sein Vater war Juraprofessor an der Universität Edinburgh.
Nach seiner schulischen Ausbildung am Fettes College ging er 1882 bis 1887 in der elektrotechnischen Abteilung von William George Armstrongs Firma in Elswick-on-Tyne. Er entwickelte Kabel mit Bleimantel, der ein Eindringen von Feuchtigkeit in die Isolation verhinderte und damit im Schiffbau ein wichtiges Problem bei der Installation elektrischer Anlagen löste.
1887 eröffnete er in London ein eigenes Elektroingenieurbüro. Nachdem am 8. November 1895 Röntgenstrahlen entdeckt waren, veröffentlichte Swinton bereits am 23. Januar 1896 in der Zeitschrift Nature sein erstes fotografisches Röntgenbild. Er beobachtete erstmals die Wärmewirkung fokussierter Kathodenstrahlen.